# 요랑아 노래하자
《요랑아 노래하자》는 2006년에 제작된 4부작으로 제작된 요랑아 요랑아의 3D 동요 애니메이션이다.

## 등장 인물
- 요랑
- 피노키오
- 피터펜
- 뿌뚜
- 짜구

### 목소리 출연
- 배정미 - 요랑
- 은영선 - 피노키오
- 최문자 - 피터펜
- 문관일 - 뿌뚜
- 오인성 - 짜구

## 제작진
- 레코딩: 박상현
- 렌더링: 이강혁
- 디지털 편집: 김영호

- 음악: 나라AV
- 편곡·Vocal Directing: 강동수
- Recording: 배경건, 민영은
- Mixing & Mastering: 강동수, 배경건
- 노래지도: ???

## 방영 목록
| 회차      | 주제                          | 본 방송일        |
| 1화       | 사람이 되고 싶은 피노키오(전) | 2006년 10월 12일 |
| 2화       | 사람이 되고 싶은 피노키오(후) | 2006년 10월 19일 |
| 3화       | 피터팬의 그림자를 찾아서(전)  | 2006년 10월 26일 |
| 최종화(4) | 피터팬의 그림자를 찾아서(후)  | 2006년 11월 2일  |

## 같이 보기
- 요랑아 요랑아: 전작
- 쁘띠쁘띠 뮤즈: 후작

| KBS 2TV 목요일 애니메이션                             | KBS 2TV 목요일 애니메이션                             | KBS 2TV 목요일 애니메이션                                 |
| 이전 작품                                             | 작품명                                                | 다음 작품                                                 |
| ----------------------------------------------------- | ----------------------------------------------------- | --------------------------------------------------------- |
| 아이언 키드 (2006년 4월 6일 ~ 2006년 9월 28일)        | 요랑아 노래하자 (2006년 10월 12일 ~ 2006년 11월 2일)  | 쿵야쿵야 (2006년 11월 9일 ~ 2007년 5월 10일)              |
| KBS 2TV 월요일 애니메이션                             |                                                       |                                                           |
| 치카치카 폼폼이 (2008년 10월 23일 ~ 2008년 12월 15일) | 요랑아 노래하자 (2008년 12월 22일 ~ 2008년 12월 29일) | 천하무적 크래쉬 비드맨 (2009년 1월 5일 ~ 2009년 7월 6일)  |
| KBS 2TV 화요일 애니메이션                             |                                                       |                                                           |
| 매직키드 마수리 (2008년 9월 26일 ~ 2008년 12월 16일)  | 요랑아 노래하자 (2008년 12월 23일 ~ 2008년 12월 30일) | 천하무적 크래쉬 비드맨 (2009년 1월 6일 ~ 2009년 6월 30일) |